# مايك دي لا توري
مايك دي لا توري (بالإنجليزية: Mike De La Torre) هو فنان قتال مختلط أمريكي، ولد في 22 سبتمبر 1986 في سان دييغو في الولايات المتحدة.

## وصلات خارجية
- مايك دي لا توري على موقع شيردوغ (الإنجليزية)
- مايك دي لا توري على موقع IMDb (الإنجليزية)